# Municipio de Crawford (Dakota del Norte)
El municipio de Crawford (en inglés: Crawford Township) es un municipio ubicado en el condado de Slope en el estado estadounidense de Dakota del Norte. En el año 2010 tenía una población de 31 habitantes y una densidad poblacional de 0,33 personas por km².

## Geografía
El municipio de Crawford se encuentra ubicado en las coordenadas 46°19′13″N 103°43′48″O / 46.32028, -103.73000. Según la Oficina del Censo de los Estados Unidos, el municipio tiene una superficie total de 93.09 km², de la cual 92,96 km² corresponden a tierra firme y (0,14 %) 0,13 km² es agua.

## Demografía
Según el censo de 2010, había 31 personas residiendo en el municipio de Crawford. La densidad de población era de 0,33 hab./km². De los 31 habitantes, el municipio de Crawford estaba compuesto por el 100 % blancos. Del total de la población el 0 % eran hispanos o latinos de cualquier raza.